# Orca (invent)
L'orca és un invent creat per dues empreses: Climeworks i Swiss Re. És una maquina, que obté el diòxid de carboni i el converteix en aire pur. Aquesta màquina serveix per aturar el canvi climàtic, i ajuda a reduir la contaminació que hi ha a tot arreu del món.

## Swiss Re
L'empresa Swiss Re té un objectiu de zero emissions brutes en les sevesoperacions del 2030. A part d'haverse ajuntat amb Climeworks té mes negocis.

## Climeworks
L'empresa Climeworks es va fundar el 2009. El seu objectiu és millorar el canvi climatic. A inicis de 2014 va començar a desenvolupar el concepte de col·lectors de co2 modulars, centrant-se en la captura d'aire directe. El 2017 va aconseguir encarregar la primera planta que capturava aire a escala comercial. A començaments de 2019 van poder treure el primer servei d'eliminació de dioxid de carboni per a tots i a tot arreu del món. Finalment, el 8 de setembre de 2021 van treure la màquina anomenada Orca.

## Orca
Orca és una màquina que es dedica a capturar el co2 i separar el carboni de l'oxigen. Es fa de forma que l'oxigen pasa per un filtre i surt a l'aire novament, mentre que el carboni es retingut. Un cop agafat el carboni (que es el contaminant) es tanca la ventilació i la temperatura s’eleva a 100 °C. Ja per acabar, el carboni es barreja amb aigua, passa per un tub i acaba sota terra per abonar les plantes.